# 愛國車站
愛國車站（日语：／ Aikoku eki */?）是過去位於北海道帶廣市愛國町的日本國有鐵道（國鐵）的鐵路車站。在1987年隨廣尾線停駛而廢站。
由於車站名稱「愛國」具有「愛之國度」的意義，搭配鄰近的幸福車站共同以吉祥語車票而聞名。

## 歷史
- 1929年11月2日：設置愛國車站。
- 1974年12月15日：成為無人車站。
- 1979年8月1日：車站改建。
- 1987年2月2日：廢除。

## 從愛的國度走向幸福
在1974年歌手芹洋子的一首歌曲「從愛的國度走向幸福」帶動了從愛國車站到幸福車站的車票的熱賣，當年賣出了高達300萬張，四年內更累積銷售1,000萬張車票，同時也吸引了大量觀光客。

## 車站周邊
廣尾線停止營運後，原有的愛國車站站體被改建為交通纪念館，展示了過去使用的車票、列車等相關資料。
- 愛之國鄉土博物館
- 北海道道595號愛國停車場線、北海道道962號愛國停車場古舞線
- 國道236號
- 帶廣廣尾自動車道帶廣西交流道
- 愛國簡易郵便局
- 十勝巴士「愛國」停留所

## 鄰近車站
日本國有鐵道
廣尾線
北愛國車站 - 愛國車站 - 大正車站

## 圖片集

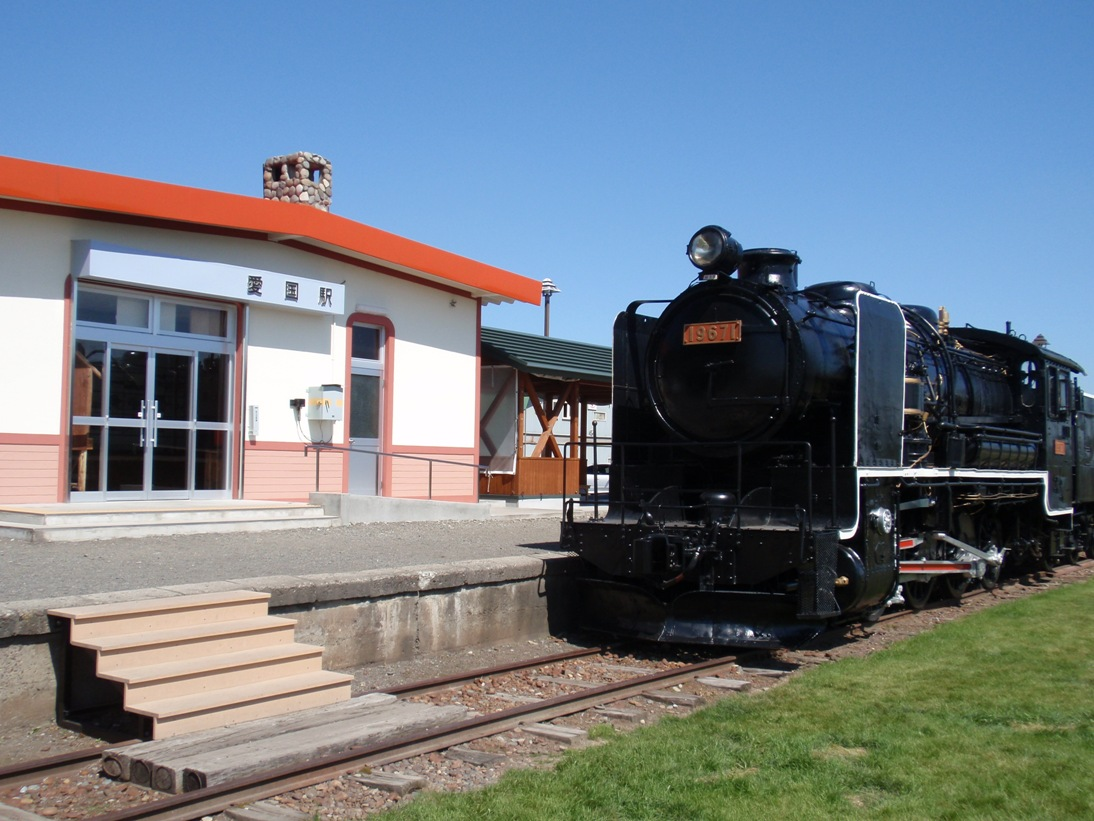
現在愛國車站旁的交通公園
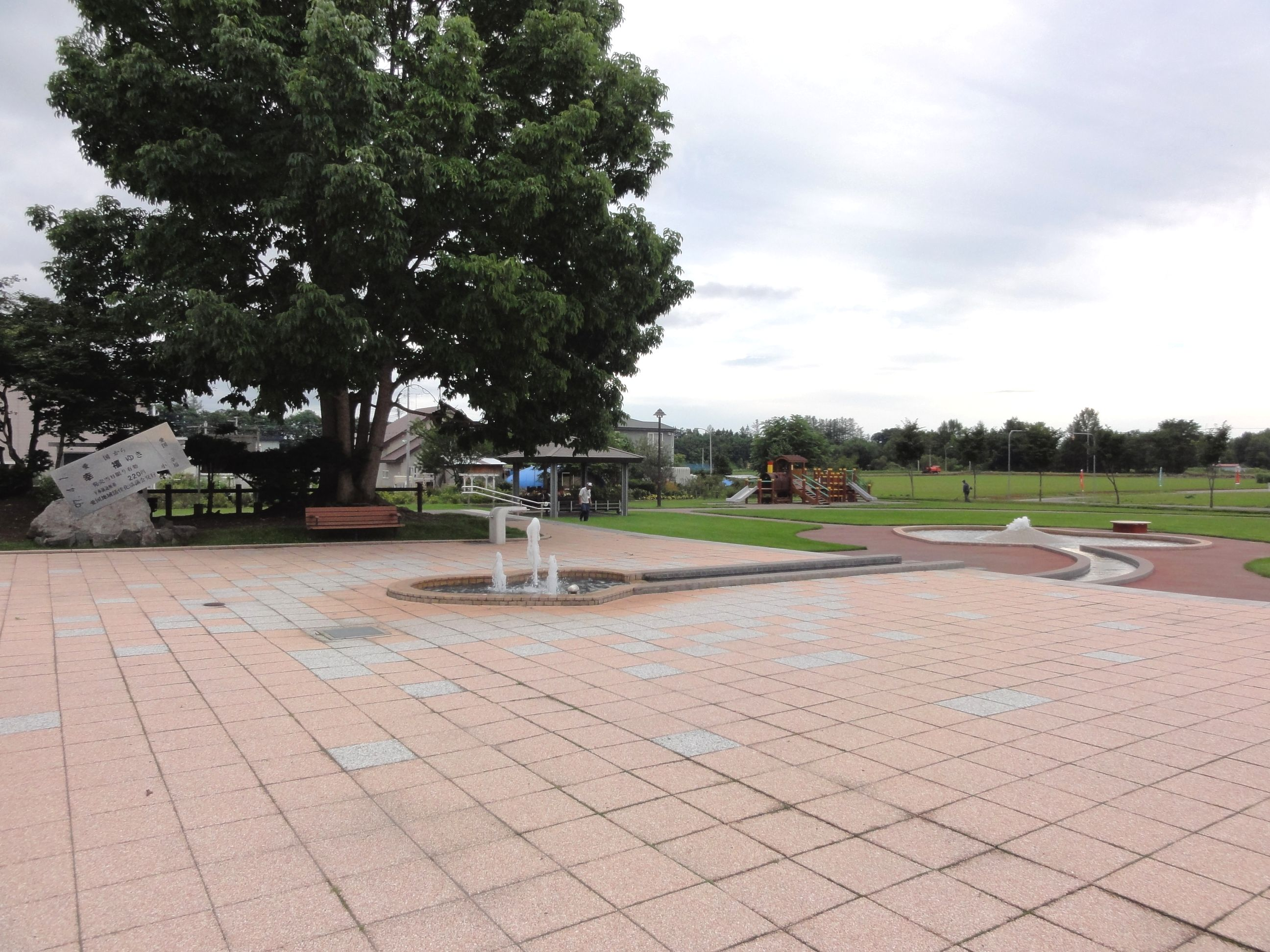
愛國車站前的公園
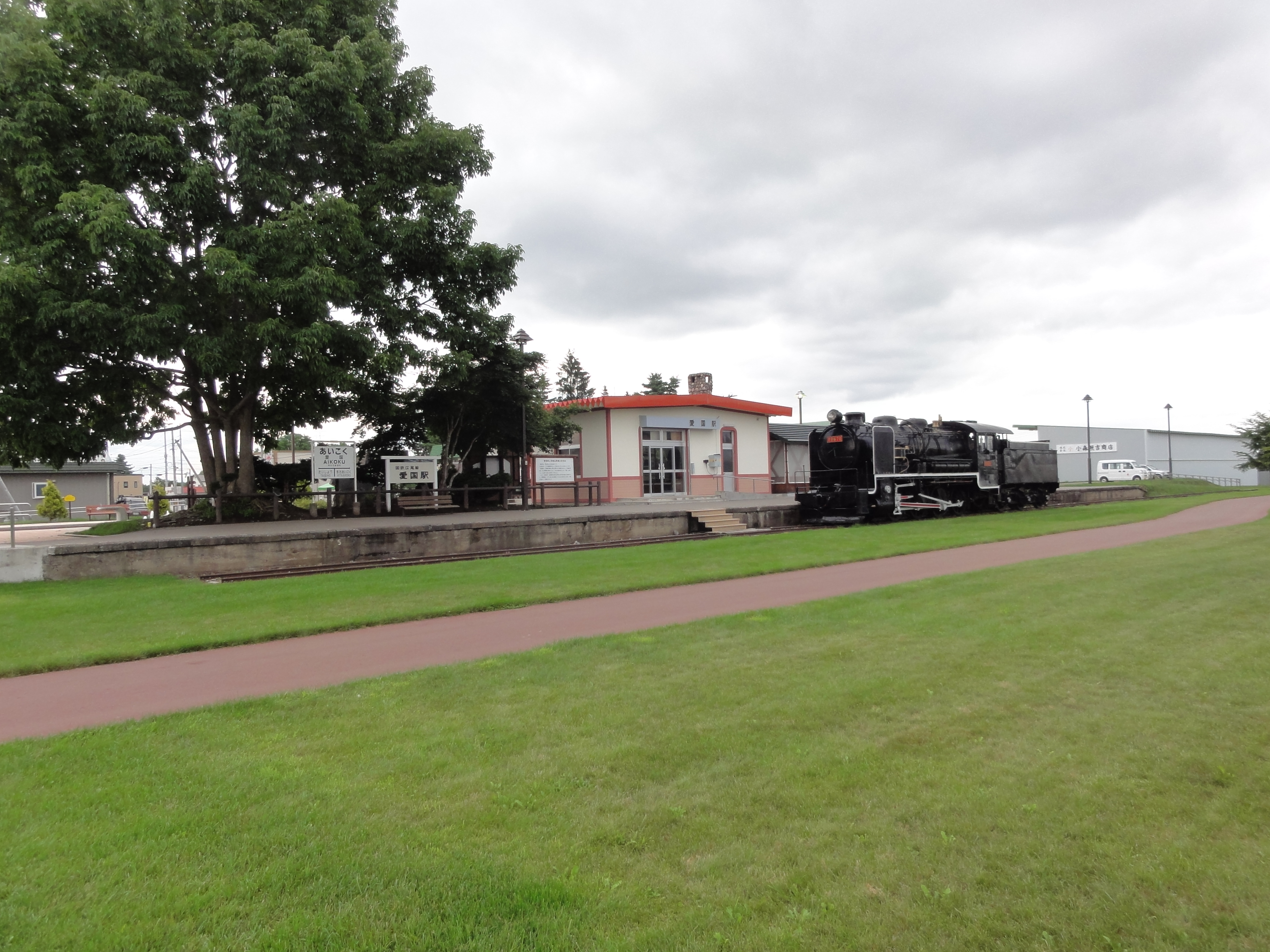
愛國車站月台
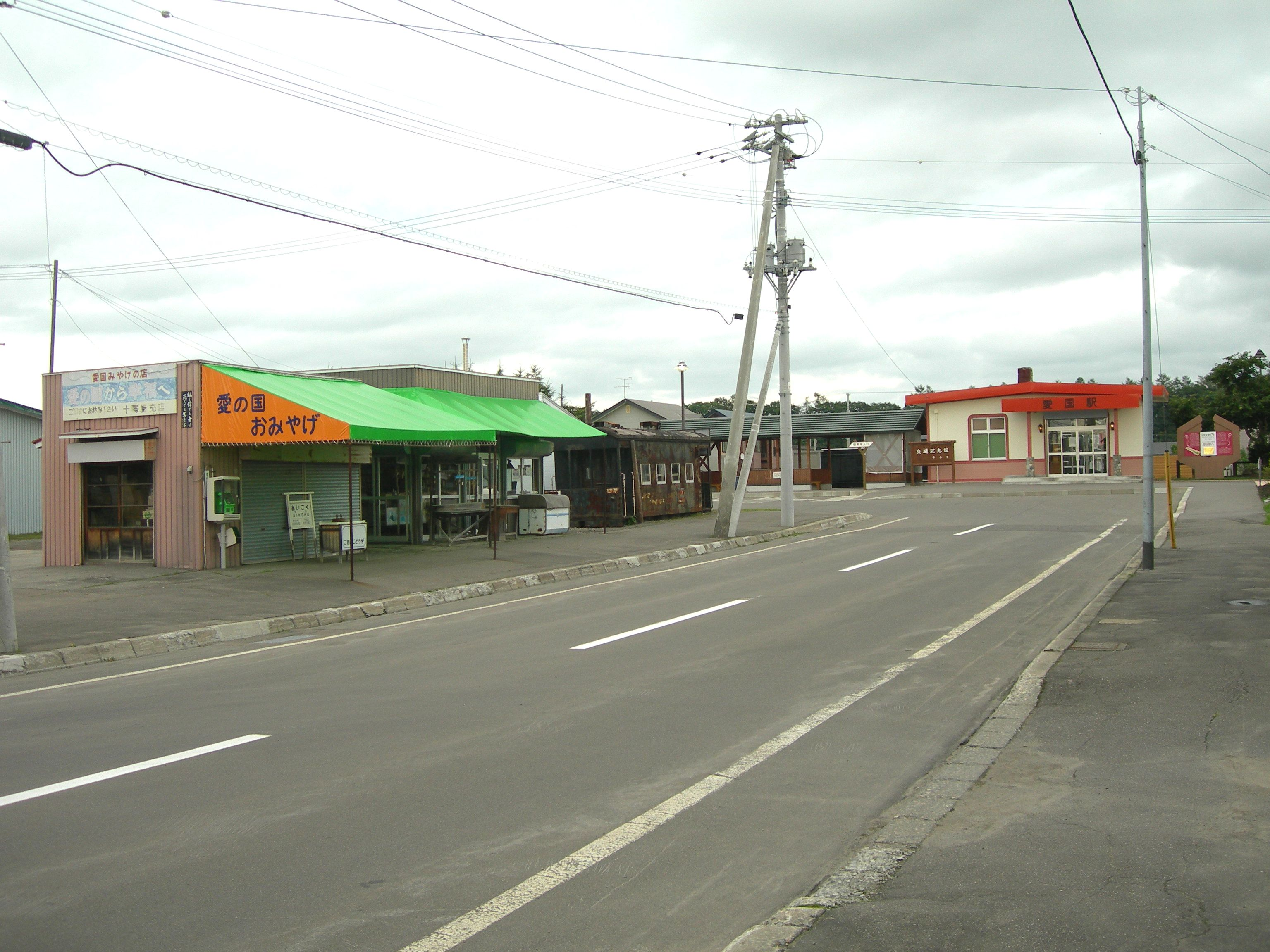
現在的愛國車站前道路
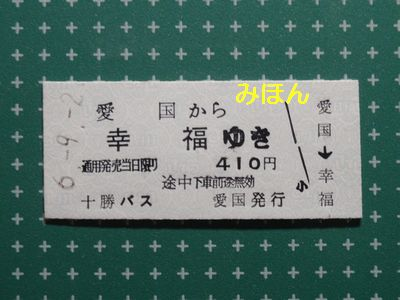
十勝巴士發行的愛國到幸福車票

## 外部連結
- 「愛の国から幸福へ」愛国車站・幸福車站（帶廣市） （页面存档备份，存于）